# 德魯峰
45°55′58″N 6°57′23″E / 45.93278°N 6.95639°E

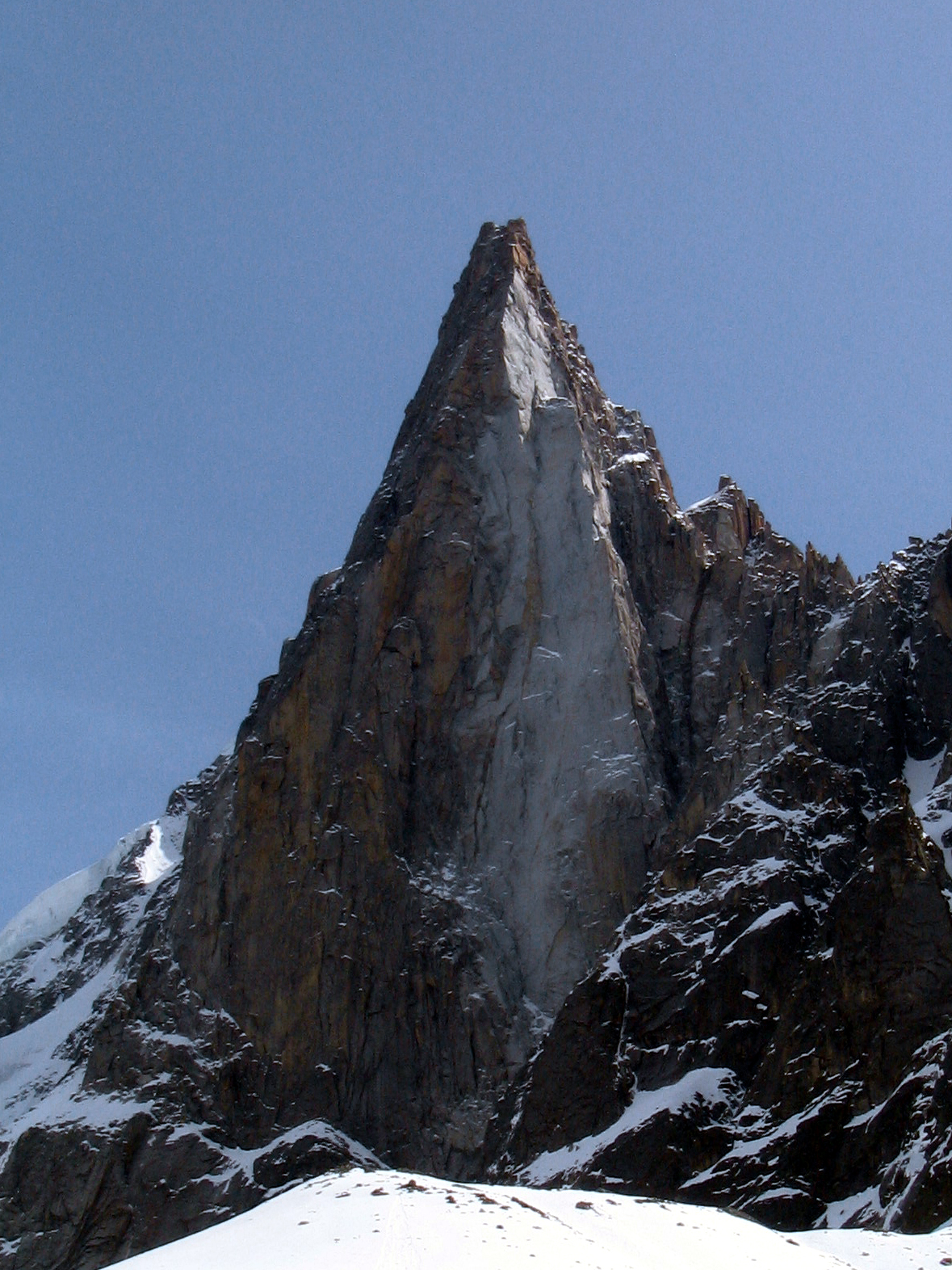

德魯峰（法語：Les Drus），是法國的山峰，位於該國東部，由上薩瓦省負責管轄，屬於格拉耶山的一部分，海拔高度3,754米，人類在1878年9月12日首次登頂，山體由石炭岩組成。